# 布莱斯·桑德拉尔

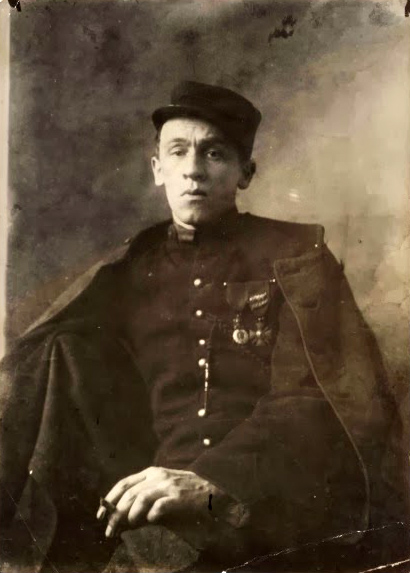
布莱斯·桑德拉尔

布莱斯·桑德拉尔（1887年9月1日– 1961年1月21日） 是一位生于瑞士的小说家和诗人，1916年獲得法国国籍。

## 生平
他生于瑞士纳沙泰尔，父亲是瑞士人，母亲是苏格兰人。 1904年，他因成绩不佳而辍学，他來到俄罗斯，在當地一位瑞士钟表匠手下当学徒。
在圣彼得堡定居期间，布莱斯·桑德拉尔在俄罗斯国家图书馆图书管理员的鼓励下，他开始写作。 
1907年，布莱斯·桑德拉尔回到瑞士，在伯尔尼大学学习医学。 